# Coelestin Baier
Coelestin Baier (* 8. Juli 1877 in Kaile, Bezirk Trautenau, Böhmen, Österreich-Ungarn; † 20. Juli 1945 in Wekelsdorf, Bezirk Nachod in Tschechien) war ein sudetendeutscher römisch-katholischer Geistlicher und Märtyrer.

## Leben
Coelestin Baier wuchs fast ausschließlich unter Sudetendeutschen auf und erlernte nie die tschechische Sprache. Am 25. Juli 1901 wurde er im Bistum Königgrätz zum Priester geweiht und wirkte zunächst als Kaplan. Ab 1907 war er in dem deutschsprachigen Ort Merkelsdorf zunächst Pfarrverwalter, dann Pfarrer und schließlich Dechant. Von 1918 bis 1938 gehörte der Ort zur Ersten Tschechoslowakische Republik. Als das Sudetenland im September 1938 gewaltsam in den NS-Staat eingegliedert wurde, geschah das in Merkelsdorf mit Unterstützung bewaffneter Bürger, die ihre Waffen zuvor in der Kirche versteckt hatten. Bei der Rückeingliederung des Sudetenlands in die Tschechoslowakei im Jahre 1945 wurde dieser Vorgang untersucht und Baier aufgefordert, Namen zu nennen, was er verweigerte. Er wurde am 10. Juli festgenommen, am 11. Juli in das Lager Nieder-Adersbach gebracht und Verhören unterzogen, die am 12. Juli im Gefängnis Wekelsdorf fortgesetzt wurden. Am 20. Juli wurde er zusammen mit seiner Pflegeschwester Theresia Prochaska und 2 weiteren Personen aus Merkelsdorf erschossen.

## Gedenken
Die Römisch-katholische Kirche in Deutschland nahm Dechant Coelestin Baier als Märtyrer in das deutsche Martyrologium des 20. Jahrhunderts auf.